# Leimbach (Wartburgkreis)
Leimbach ist eine Gemeinde im Wartburgkreis in Thüringen. Erfüllende Gemeinde für Leimbach ist die Stadt Bad Salzungen.

## Geografie
Die Gemeinde Leimbach befindet sich im Werratal am Nordrand der Thüringer Rhön.

### Nachbarorte und -städte
Leimbach wird von der Kreisstadt Bad Salzungen umschlossen, im Südwesten grenzt die Gemeinde an die Gemeinde Dermbach sowie an den Ortsteil Merkers der Krayenberggemeinde.

### Gemeindegliederung
Die Gemeinde Leimbach besteht aus den Ortsteilen:
- Leimbach
- Kaiseroda
- Hermannsroda

### Berge
Die Landschaft um Leimbach wird von den Höhen der Thüringer Rhön und von der Werraaue geprägt. Als höchster Punkt (492,7 m ü. NN) der Gemeinde gilt der Hornkopf. Der Lindenberg (470,7 m ü. NN) und der Hundskopf  (380,4 m ü. NN) befinden sich ebenfalls südlich der Ortslage.

### Gewässer
Der den Ortsnamen bestimmende Leimbach entspringt bei Hohleborn und ist ein etwa 5000 m langer linker Zufluss der Werra. Weitere Zuflüsse sind in der Flussaue vorhandene meist namenlose Quellbäche.

## Geschichte

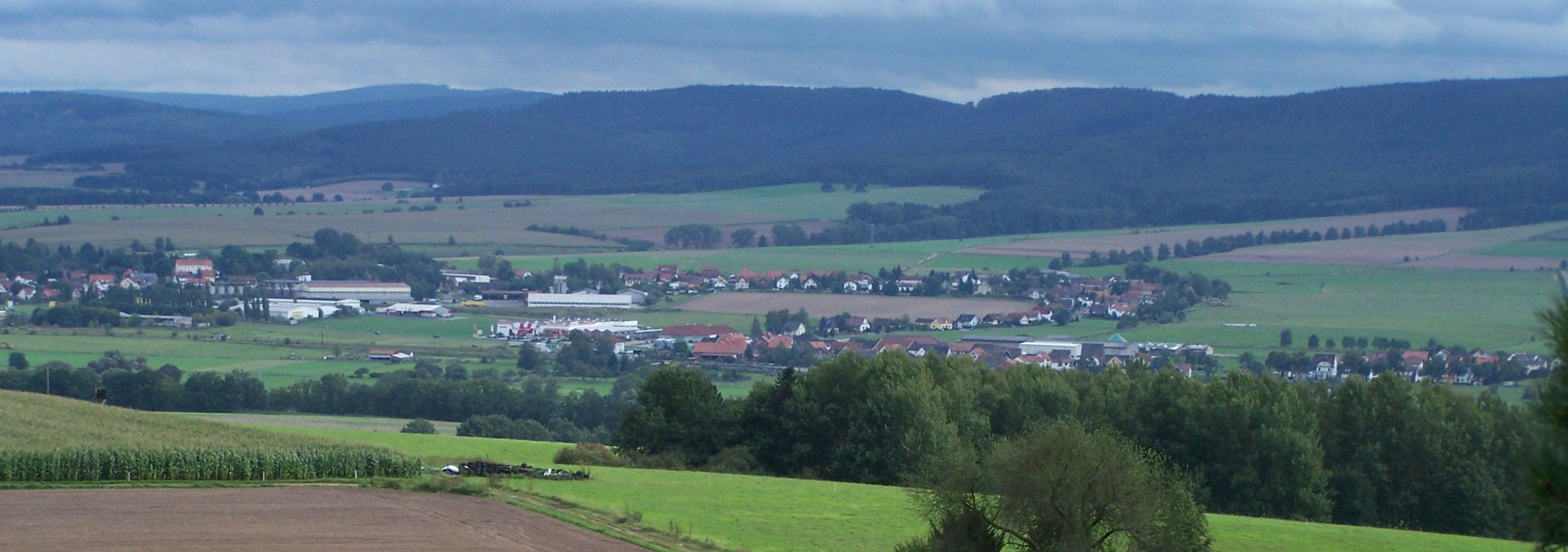
Blick vom Zeppelinstein auf Leimbach

Das Dorf Leimbach wurde zwischen 962 und 973 erstmals urkundlich erwähnt. In der Nähe des Ortes wurde bereits 1878 beim Kiesabbau an der Werra ein bedeutendes frühgeschichtliches Gräberfeld aus der vorrömischen Eisenzeit (Latènezeit) gefunden und archäologisch untersucht. Die gefundenen Gegenstände lassen sich den in der Rhön siedelnden Kelten zuordnen.
Leimbach war zunächst im Besitz der Frankensteiner und ging 1330 an die Henneberger über. Der Ort war zugleich der Stammsitz eines eigenen Adelsgeschlechtes, derer von Leimbach, welche für die Zeit von 1146 bis 1478 nachweisbar sind. Nach dem Erlöschen ihrer Linie übernahmen es die Haun, von denen der Besitz an die von Buttler zu Wildprechtroda überging. Später gehörte Leimbach zum Amt Salzungen im Herzogtum Sachsen-Meiningen.
Zum 1. Oktober 1923 wurde Kaiseroda von der Thüringer Landesregierung nach Leimbach eingemeindet. Ein Jahr später war der Ort wieder selbständig.
Die evangelische Kirche wurde am 4. Advent 1927 eingeweiht.
1950 wurde Kaiseroda erneut eingemeindet und ist seit dieser Zeit bis heute Ortsteil von Leimbach. Im Jahr 1955 lebten im Ort Leimbach 2121 Einwohner und in Kaiseroda 246 Einwohner.

### Kaiseroda
Der Ortsteil Kaiseroda gehörte im 18. Jahrhundert zum Herzogtum Sachsen-Eisenach. Er war zwischen 1736 und 1749 durch die Aufgabe der von Werrahochwasser häufig heimgesuchten Siedlung Vockenroda entstanden, als dessen Bürger sich um den 1709 erbauten Kaiserhof neu ansiedelten. Vor 1879 gehörte Kaiseroda zum Justizamt Tiefenort, danach zum Amtsgerichtsbezirk Lengsfeld. 1879 wurden, basierend auf der Volkszählung von 1875 erstmals statistische Angaben zum Ort Kaiseroda publiziert. Kaiseroda hatte in diesem Jahr 18 Wohnhäuser mit 107 Einwohnern. Die Größe der Kaiserodaer Flur betrug 130 ha, davon Höfe und Gärten 2,3 ha, Wiesen 17,4 ha, Ackerfläche 96,6 ha, Teiche, Bäche und Flüsse 0,9 ha, auf Wege, Triften, Ödland und Obstbauplantagen entfielen 12,7 ha Wald war nicht vorhanden. Zum Viehbestand von Kaiseroda zählten 8 Pferde, 95 Rinder, 174 Schafe und 34 Schweine.

### Hermannsroda
Der Ortsteil Hermannsroda wurde im Jahre 1850 zu einem eigenständigen Ort erklärt. Zusätzlich erhielt dieser Ort ein Gemeindehaus, einen Dorfplatz und eine eigenständige Schule.

### Einwohnerentwicklung
Entwicklung der Einwohnerzahl:
| - 1994: 1.618 - 1995: 1.618 - 1996: 1.665 - 1997: 1.731 - 1998: 1.906 - 1999: 1.895 | - 2000: 1.905 - 2001: 1.922 - 2002: 1.949 - 2003: 1.915 - 2004: 1.927 - 2005: 1.931 | - 2006: 1.913 - 2007: 1.882 - 2008: 1.848 - 2009: 1.815 - 2010: 1.794 - 2011: 1.773 | - 2012: 1.712 - 2013: 1.724 - 2014: 1.703 - 2015: 1.708 - 2016: 1.687 - 2017: 1.679 | - 2018: 1.680 - 2019: 1.713 - 2020: 1.725 - 2021: 1.724 - 2022: 1.722 - 2023: 1.700 |

 Datenquelle: ab 1994 Thüringer Landesamt für Statistik – Werte vom 31. Dezember

## Kirchen
Die evangelische Kirche wurde am 18. Dezember 1927 eingeweiht. Bauherr war Karl Birnstiel (1870–1929).

## Politik

### Gemeinderat
Der Gemeinderat von Leimbach setzt sich aus 12 Ratsmitgliedern zusammen:
- Freie Wählergemeinschaft: 8 Sitze
- Bürgerallianz Leimbach: 3 Sitze
- Die Linke: 1 Sitz

(Stand: Kommunalwahl am 26. Mai 2024)

### Bürgermeister
Der ehrenamtliche Bürgermeister Thomas Fischer (SPD) wurde am 27. März 2022 in einer Stichwahl gewählt. Er setzte sich gegen Jens Scharfenberg (FWG) durch und tritt die Nachfolge von Kurt Senf (FWG) an.

## Wirtschaft und Infrastruktur

### Bergbau und Industrie
Die zum Ende des 19. Jahrhunderts durchgeführte geologische Prospektion erbrachte den Nachweis ausgedehnter Kalisalzlagerstätten im Werra-Revier zwischen Bad Salzungen und Gerstungen, deren wirtschaftliche Erschließung begann 1894. Der erste Schacht Salzungen wurde 1896 bis 1899 in Leimbach geteuft, ging aber wegen starken Austritten von Kohlensäure nicht in Betrieb und wurde 1901 endgültig stillgelegt. An dem Standort entstand eine Aktiengesellschaft zur Förderung von Kohlensäure. Als erstes Kaliwerk im Werra-Revier ging 1901 die Schachtanlage Kaiseroda I in Betrieb. Die Fördertürme, Abraumhalden, Bahngleise und Schornsteine der Verarbeitungsanlagen prägten nun die Region. Ausgestattet mit den zu ihrer Zeit jeweils neuesten technischen Errungenschaften, wurden 1923 und 1925 die Werke Kaiseroda II  und Kaiseroda III bei Merkers sowie die Werke Sachsen-Weimar in Unterbreizbach und Heiligenroda in Dorndorf angefahren.
Mehr als 100 Kriegsgefangene sowie Frauen und Männer, vorwiegend „Ostarbeiter“, mussten während des Zweiten Weltkrieges in den Kalischächten von Leimbach und Kaiseroda sowie in der Munitionsfabrik Erdmann-Wühle Zwangsarbeit verrichten. Ein Gedenkstein auf dem Friedhof Leimbach sowie eine Stele in Hermannsroda an der Straße zum Hundskopf erinnern an die Opfer von Zwangsarbeit. Während der Kriegsjahre 1943 bis 1944 wurden Archivbestände der Preußischen Staatsbibliothek zu Berlin in den stillgelegten Schachtanlagen von Bad Salzungen und Kaiseroda zwischengelagert.
Nach dem Zweiten Weltkrieg wurde die Kaliproduktion in den Thüringer Kaliwerken verstaatlicht. Es entstand der VEB Kalikombinat Werra. Das unterirdische Abbaufeld erstreckte sich in der DDR-Zeit über eine Gesamtfläche von 63 km². Nach 1990 kam das Aus für die Kalischächte bei Leimbach. Auch das Kohlensäurewerk wurde stillgelegt und die baulichen Reste zum größten Teil abgetragen.
Heute befindet sich am östlichen Ortsrand ein Gewerbegebiet. An der Gemarkungsgrenze zu Bad Salzungen erstreckt sich der Bad Salzunger Gewerbepark West bis in die Leimbacher Gemarkung.

### Verkehr

#### Straßenverkehr
Durch die Ortslagen Leimbach und Kaiseroda verläuft die stark befahrene Bundesstraße 62 im Abschnitt Vacha–Bad Salzungen. Über zwanzig Jahre wurde in den Gremien über eine geforderte Umgehungsstraße und eine Lösung für den Durchgangsverkehr in der Ortslage debattiert, Pläne entwickelt und verworfen. Seit dem Frühjahr 2011 werden diese fruchtlosen Planungsspiele nun durch Bürgerproteste angeprangert.

#### Schienenverkehr

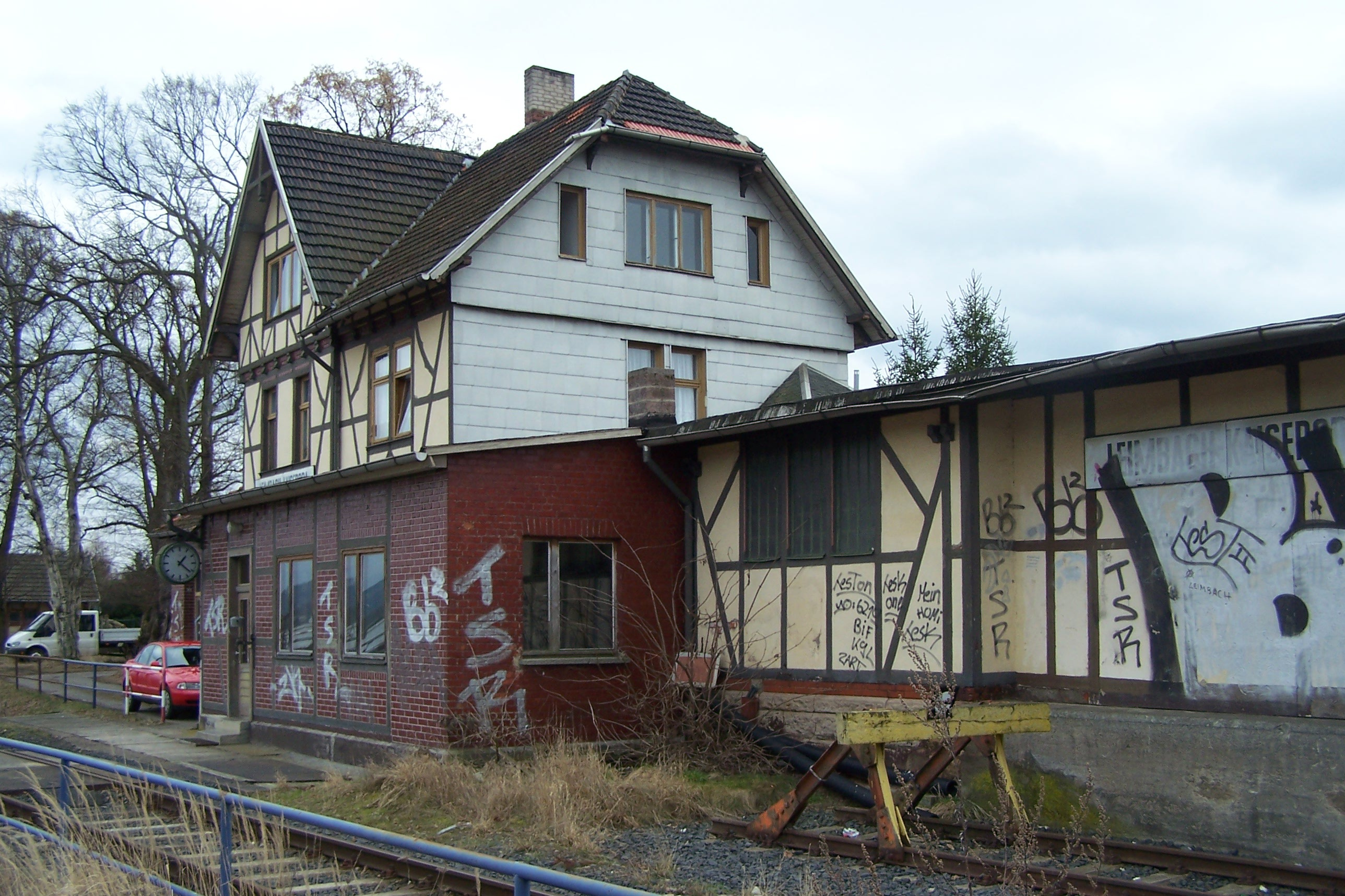
Am Haltepunkt Leimbach-Kaiseroda

Im Jahre 1841 wurde ein Staatsvertrag zwischen den Ländern Sachsen-Weimar-Eisenach, Sachsen-Coburg und Gotha sowie Sachsen-Meiningen zur Errichtung einer Bahnstrecke von Eisenach nach Coburg abgeschlossen und Baupläne für die Trassierung der sogenannten Werrabahn geprüft. Realisiert wurde die Trasse mit einer erforderlichen Werrabrücke bei Leimbach im Jahre 1858. 1879 wurde eine Nebenbahn von Bad Salzungen in Richtung Dermbach eingeweiht – die Feldabahn, an der Leimbach seine erste Bahnstation am Hämbacher Kreuz erhielt.
Die zunächst schmalspurige Strecke wurde im Jahr 1906 zwischen Bad Salzungen und Dorndorf auf Normalspur umgebaut und bis nach Vacha verlängert. Im neuen Bahnhof Leimbach-Kaiseroda zweigte die Anschlussbahn der Kaliwerke Werra ab. Heute beginnt die Anschlussbahn durch Gleisveränderungen im Bahnhof Bad Salzungen, Leimbach-Kaiseroda wird lediglich durchfahren.

#### ÖPNV
Der Ort wird vom Verkehrsunternehmen Wartburgmobil und seinen Partnern mit verschiedenen Buslinien erschlossen und mit den Nachbargemeinden verbunden.

### Wasser und Abwasser
Die Wasserver- und Abwasserentsorgung wird durch den Wasser- und Abwasserverband Bad Salzungen sichergestellt.

## Kultur und Sehenswürdigkeiten

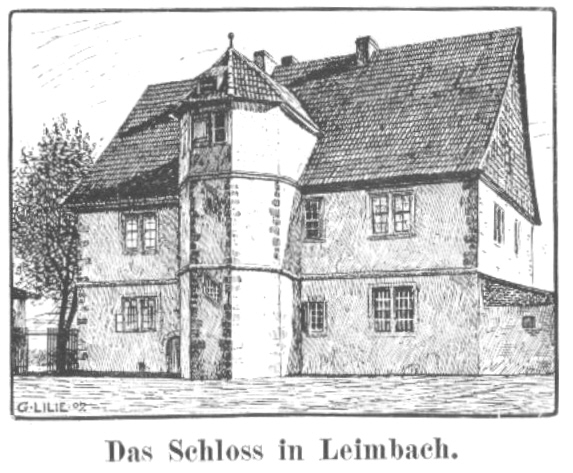
Das Schloss in Leimbach (1907)

Schloss Leimbach ist ein kleines Renaissanceschloss, welches von den Herren von Buttlar im 17. Jahrhundert erbaut wurde. Das auf dem Hundskopf erbaute Gasthaus ist eine beliebte Ausflugsgaststätte im Werratal. Auf dem Weg zu diesem Gasthaus liegt die blaue Grotte, ein geologischer Aufschluss des Rhön-Vulkanismus. Der hier im Tagebau-Verfahren abgebaute Basalt wurde für den Straßenbau genutzt. Zurück blieb ein besonderer blauer Kratersee.
Eine Wassertretstelle im Dorfwasser (bzw. Leimbach) wurde im Juni 2017 nahe dem Gebäude der Gemeindeverwaltung eingeweiht, sie dient zur Gesundheitsprophylaxe nach Sebastian Kneipp.

## Persönlichkeiten
- Rudolf Teichmüller (1903–1944), kommunistischer Lehrer und Politiker, der wegen „Wehrkraftzersetzung“ zum Tode verurteilt und am 7. Februar 1944 in Brandenburg-Görden hingerichtet wurde. Ein Gedenkstein auf dem Friedhof erinnert an ihn.